# Homevideo (2011)
Homevideo  is de titel van een Duitse televisiefilm uit 2011. In het drama staat het thema cyberpesten centraal. De film werd met meerdere prijzen bekroond.

## Verhaal
Hoofdpersoon is de 15-jarige puber Jakob Moormann. De schoolprestaties van Jakob staan onder druk als zijn moeder het besluit neemt van zijn vader te scheiden. Tegelijkertijd wordt Jakob verliefd op de 13-jarige Hannah.
Als zijn moeder argeloos een videocamera aan enkele vermeende vrienden van Jakob uitleent, komt haar zoon in een niet te stoppen vicieuze cirkel met dramatische afloop terecht. Op de geheugenkaart van de uitgeleende camera staat een compromitterend filmpje van Jakob, waarop hij zijn liefde aan Hannah bekend en zich aansluitend zelf bevredigt. Als deze scène door zijn "schoolvrienden" wordt ontdekt, besluiten zij Jakob te chanteren door het materiaal op internet te plaatsen als Jakob geen 500 euro geeft. Dankzij tussenkomst van Jakob's vader wordt de geheugenkaart teruggegeven, maar even later stelt Jakob tot zijn ontzetting vast dat er al kopieën van de scènes op een sociaal netwerk worden gedeeld en de clips via de mobieltjes van scholieren worden uitgewisseld. Op school worden Jakob en Hannah slachtoffer van bespotting en pesterijen en over het netwerk krijgt Jakob heuse scheldpartijen te verduren. Hannah neemt afstand van Jakob en haar houders dreigen de politie in te schakelen. Het voorval begint nu uit de hand te lopen: het komt tot een ernstig handgemeen tussen Jakob en medescholieren en ook de ouders van andere scholieren krijgen lucht van de zaak. Op een ouderavond wordt er heftig gediscussieerd over de toedracht, maar in de zorgen voor hun zoon vinden de beide ouders van Jakob elkaar weer.
Hannah zoekt later toch weer toenadering tot Jakob, maar als zwaar getraumatiseerde Jakob zich lichamelijk te veel begint op te dringen vlucht zij uit deze situatie. Jakob gaat naar een andere school en daar lijkt het iets beter te gaan, totdat ook daar het verleden Jakob begint te achtervolgen wanneer hij door een leerling wordt herkend.

## Productie
De film is een coproductie van Arte, de NDR en de BR in samenwerking met de firma teamWorx. De opnames vonden van 22 september 2010 tot 23 oktober 2010 in Hamburg en omgeving plaats. De eerste vertoning vond plaats op het filmfestival van München op 27 juni 2011. Op televisie werd de film voor het eerst op 19 augustus 2011 op Arte uitgezonden.

## Rolverdeling
| Acteur              | Personage      |
| ------------------- | -------------- |
| Jonas Nay           | Jakob Moormann |
| Wotan Wilke Möhring | Claas Moormann |
| Nicole Marischka    | Irina Moormann |
| Sophia Boehme       | Hannah         |
| Jannik Schümann     | Henry          |
| Tom Wolf            | Erik           |
| Hans Werner Meyer   | Robert         |
| Willi Gerk          | Tom            |

## Onderscheidingen
De film kreeg een goed onthaal en tal van onderscheidingen:
- Deutscher Fernsehpreis 2011[2]
  - beste televisiefilm
  - stimuleringsprijs voor Jonas Nay
- Deutscher Kamerapreis 2011[3]
  - categorie televisiefilm/docudrama voor Benedict Neuenfels
- Fernsehfilmfestival Baden-Baden 2011[4]
  - hoofdprijs beste Duitstalige film
  - 3sat-publieksprijs
  - Fernsehfilmpreis 2011 van de Duitse academie van de Beeldende kunsten
  - Bijzondere onderscheiding voor het innovatieve en stijlvormende camerawerk voor Benedict Neuenfels
- Grimme-Preis 2012[5]
  - Jan Braren (draaiboek)
  - Kilian Riedhof (regie)
  - Benedict Neuenfels (grafische vormgeving)
  - Jonas Nay, Sophia Boehme (acteerwerk))
- Rose d’Or 2012[6]
  - Beste televisiefilm
- New Faces Award 2012[7]
  - meeste belovende acteur (Jonas Nay)
  - nominatie voor Jannik Schümann
- Günter-Strack-televisieprijs 2012 voor Jonas Nay[8]
- Shanghai Internationaal TV Festival 2012: Magnolia Award voor de beste televisiefilm[9]